# Ремдесивір
Ремдесивір англ. Remdesivir, відомий також як GS-5734 — синтетичний противірусний препарат, який належить до групи нуклеозидних аналогів. Препарат розроблений у лабораторії компанії «Gilead Sciences» для лікування гарячки Ебола та гарячки Марбург, експериментально доведена ефективність його щодо інших РНК-вмісних вірусів, зокрема респіраторно-синцитіальної інфекції, гарячки Ласса, вірусу Юнінь, хвороби, яку спричинює вірус Ніпа, і вірус Гендра, а також коронавірусів, зокрема збудників близькосхідного коронавірусного респіраторного синдрому та тяжкого гострого респіраторного синдрому. Препарат досліджують щодо можливості застосування при коронавірусній хворобі 2019, а також вірусів Ніпах і Гендра. Враховуючи ефективність у дослідженнях препарату проти коронавірусних інфекцій, компанія «Gilead Sciences» надала ремдесивір для лікування хворих на коронавірусну інфекцію у лікарню міста Сногоміш у штаті Вашингтон, а також наголосила, що передасть необхідну кількість препарату до Китаю для проведення подальших клінічних досліджень та лікування хворих як у легкій, так і у тяжкій формі захворювання.

## Експериментальне застосування
Згідно з даними лабораторних досліджень, ремдесивір ефективний щодо низки вірусів, зокрема щодо збудників близькосхідного коронавірусного респіраторного синдрому та тяжкого гострого респіраторного синдрому. Ремдесивір як експериментальний препарат застосовували під час епідемії гарячки Ебола в Західній Африці у 2014—2016 роках, проте ефективність ремдесивіру в лікуванні гарячки Ебола та інших хвороб, спричинених філовірусами не була доведена.

### Вірус Ебола
Ремдесивір як експериментальний препарат застосовували під час епідемії гарячки Ебола в Західній Африці у 2014—2016 роках. Його застосовували у кількох пацієнтів на ранніх стадіях захворювання. Початкові результати досліджень дали обнадійливі результати, і ремдесивір вирішили застосовувати також під час епідемії гарячки Ебола в Ківу в 2018 році. Клінічні дослідження тривали до серпня 2019 року, коли офіційні представники МОЗ Демократичної Республіки Конго заявили, що ремдесивір менш ефективний у лікуванні гарячки Ебола, ніж моноклональні антитіла, як mAb114 та REGN-EB3. Щоправда, ці клінічні дослідження дозволили оцінити профіль безпеки препарату.

### Коронавірусна хвороба 2019
Під час пандемії коронавірусної хвороби 2019, спричиненої SARS-CoV-2, компанія «Gilead Sciences» виділила ремдесивір для експериментального лікування низки пацієнтів у Китаї та вивчення його ефективності при цій хворобі у співпраці з провідними китайськими науковцями.
Компанія «Gilead Sciences» одночасно розпочала лабораторне дослідження ремдесивіру щодо ефективності його в лікуванні коронавірусної хвороби 2019. Представники компанії повідомили, що препарат був активний щодо збудників близькосхідного коронавірусного респіраторного синдрому та тяжкого гострого респіраторного синдрому у тварин.
У січні 2020 року компанія «Gilead Sciences» надала ремдесивір для лікування хворих на коронавірусну інфекцію у лікарню міста Сногоміш у штаті Вашингтон. Препарат призначили пацієнту з тяжким перебігом пневмонії. Хоча препарат призначили лише одному пацієнтові, що не дає можливості зробити якихось широких висновків щодо його ефективності, проте після призначення ремдесивіру стан пацієнта вже наступного дня значно покращився, і невдовзі його виписали з лікарні.
Також пізніше в січні 2020 року китайські науковці, які проводили клінічні дослідження 30 противірусних препаратів на предмет їхньої активності щодо вірусу SARS-CoV-2, повідомили, що за результатами їхніх досліджень хороший інгібувальний ефект in vitro щодо вірусу SARS-CoV-2 мали ремдесивір та ще два препарати: хлорохін та лопінавір/ритонавір, та анонсовано початок клінічних досліджень цих препаратів для лікування коронавірусної хвороби 2019 у Китаї. 6 лютого офіційно повідомлено про початок клінічних досліджень ремдесивіру в Китаї.
1 травня 2020 року американська державна організація Управління з контролю продовольства і медикаментів (Food and Drug Administration, FDA) дала дозвіл на застосування препарату в США в лікуванні пацієнтів на коронавірусну хворобу 2019 в умовах пандемії, що вирує в країні.
роведене доказове подвійне сліпе рандомізоване плацеборегульоване дослідження ремдесивіру в лікуванні хворих на коронавірусну хворобу 2019. Воно не підтвердило, що внутрішньовенний ремедесивір суттєво покращив час клінічного поліпшення, смертності чи часу очищення від вірусу у пацієнтів із серйозною COVID-19 порівняно з плацебо.
Випробування ремдесивіру у хворих з середньотяжким та тяжким перебігом COVID-19 тривають. Клінічне рандомізоване, подвійне сліпе, плацебоконтрольоване дослідження, що включало 1063 пацієнтів, яке розпочалося 21 лютого 2020 року, відоме як «Випробування на адаптаційне лікування COVID-19 (ACTT)» Національного інституту здоров'я США (NIH) показує станом на кінець квітня 2020 року, що ремдесивір прискорює одужання хворих на COVID-19 та зменшує летальність.
Комітет Європейського агентства з лікарських засобів (EMA) по лікарських препаратах (CHMP) оголосив, що розпочав «поступовий огляд» даних про використання досліджуваного антивірусного препарату ремдесивіру для лікування хворих на коронавірусну хворобу 2019. Початок поступового огляду не означає, що його переваги переважають над ризиками. Цей вид огляду є одним із регуляторних інструментів, що застосовуються EMA для прискорення оцінки перспективних досліджуваних лікарських засобів під час надзвичайних ситуацій у сфері охорони здоров'я. ВООЗ 4 травня 2020 року заявила, що США залучатимуть до поширення лікування хворих на коронавірусну хворобу 2019 ремдесивіром. Японське Міністерство охорони здоров'я, праці та добробуту 8 травня 2020 року схвалило ремдесивір для лікування Covid-19 у країні. Схвалення японською владою підтримується результатами глобального випробування фази III Національного інституту алергії та інфекційних захворювань США (NIAID) та випробування Gilead III фази у пацієнтів із тяжкими проявами Covid-19. Продовжуються декілька досліджень цього препарату в лікуванні коронавірусної хвороби 2019, зокрема Pediatric Trial, REMDACTA Trial, NIAID. що близькі до завершення
Разом з тим було показано, що квітневе дослідження дії препарату, яке було проведено виробником, лише на 53 кисневозалежних пацієнтів, хоча й в прес-релізі містило згадки про обмеження обмеження і говорилося, що безпека і ефективність невідомі, заголовок повідомлення був таким: «Лікування ремдесивіром призвело до клінічного поліпшення». Таке твердження є недоречним для опису таких результатів невеликого дослідження. 29 квітня 2020 року в прес-релізі Національного інституту здоров'я США оголошені результати великого рандомізованого плацебо-контрольованого клінічного дослідження, в яке увійшли 1063 пацієнта з коронавірусною хворобою 2019. Це дослідження продемонструвало дещо швидше одужання чи клінічне поліпшення в середньому 11 днів проти 15 і зменшення летальності до 8 % проти 12 %, що є статистично незначущим. У той же день було опубліковано інше дослідження за участю 237 госпіталізованих пацієнтів у Китаї, в якому повідомлялося про відсутність різниці між вживанням ремдесивіру і плацебо. Проте на прес-конференції в день виходу прес-релізу Національного інституту здоров'я США ремдесивір був названий як «новий стандарт лікування». Ще місяць по тому опублікована стаття, в якій результат був іншим. Зазначалося, що результат змінився в порівнянні з першим повідомленням при реєстрації дослідження, що не було розкрито в попередньому оголошенні[джерело?].
20 листопада 2020 року ВООЗ видала умовну рекомендацію проти використання ремдесивіру у госпіталізованих пацієнтів, незалежно від тяжкості захворювання, оскільки станом на час цього декларування немає доказів того, що ремдесивір покращує виживання та інші результати у цих пацієнтів.
Ремдесивір дозволений МОЗ України для використання в лікуванні пацієнтів з коронавірусною хворобою 2019 згідно з протоколом надання медичної допомоги таким пацієнтам.
В оновлених рекомендаціях Американської асоціації інфекціоністів (IDSA) з лікування коронавірусної хвороби 2019 у госпіталізованих пацієнтів із тяжким клінічним перебігом, яким не можна призначити кортикостероїди через протипоказання, рекомендаційна група асоціації пропонує використовувати ремдесивір разом з баріцитинібом, а не лише один ремдесивір, хоча й констатує, що це є умовною рекомендацією, з низькою достовірністю доказів.

### Інші віруси
Активна форма ремдесивіру, GS-441524, у клінічних дослідженнях виявила ефективність у лікуванні котячого коронавірусу.

## Механізм дії
Ремдесивір є проліками, та метаболізується в організмі до своєї активної форми GS-441524 (деуремідевіру), який є нуклеозидним аналогом, що інгібує РНК-полімерази, та блокує коректування геному вірусною екзорибонуклеазою, що спричинює зниження вироблення вірусної РНК. Щоправда, поки що не встановлено, чи препарат спричинює обрив ланцюга РНК, чи спричинює виникнення в них мутацій. Відомо, що ремдесивір спричинює інгібування РНК-полімерази вірусу гарячки Ебола шляхом обриву ланцюга РНК.